# Anita Baker
Anita Denise Baker (Toledo, Ohio, 1958. január 26. –) amerikai énekesnő. A soul, R&B, soul jazz és smooth jazz műfajokban énekel.

## Élete
Anita Baker 1958-ban született az ohiói Toledóban. Kétéves korában anyja elhagyta őt, egy idegen család nevelte fel. Tizenkét éves korában anyja meghalt, így nővére nevelte tovább.
Tizenhat évesen már nightclubokban énekelt. David Washington felfedezte fel: és beajánlotta a Chapter 8 nevű funk együttesbe. A Chapter 8 a nyolcvanas években feloszlott.
Baker első stúdióalbuma 1983-ban jelent meg. Második nagylemeze bekerült az 1001 lemez, amelyet hallanod kell, mielőtt meghalsz című könyvbe.
Lemezeit az Ariola Records, Elektra Records, Atlantic Records, Blue Note Records illetve Beverly Glen Music kiadók jelentetik meg. Legnagyobb riválisa Whitney Houston volt.

## Diszkográfia
- The Songstress (1983)
- Rapture (1986)
- Giving You the Best that I Got (1988)
- Compositions (1990)
- Rhythm of Love (1994)
- My Everything (2004)
- Christmas Fantasy (2005)

## Díjak
- 2018: Grammy-díj

## További információ
- Hivatalos oldal
- Anita Baker a Facebookon
- Anita Baker az Internet Movie Database-ben (angolul)